# Пеньяпарда
Пеньяпарда (ісп. Peñaparda) — муніципалітет в Іспанії, у складі автономної спільноти Кастилія-і-Леон, у провінції Саламанка. Населення — 414 осіб (2010).
Муніципалітет розташований на відстані близько 250 км на захід від Мадрида, 110 км на південний захід від Саламанки.
На території муніципалітету розташовані такі населені пункти: (дані про населення за 2010 рік)
- Дееса-де-Перосін: 1 особа
- Пеньяпарда: 413 осіб

## Демографія
Динаміка населення (INE ):

## Зовнішні посилання
- Провінційна рада Саламанки: індекс муніципалітетів [Архівовано 23 квітня 2009 у Wayback Machine.]
- Посилання на Google Maps